# 哈里·克卢格曼
哈里·克卢格曼（德語：Harry Klugmann，1940年10月28日—2023年6月29日），德国男子马术运动员。他曾代表西德参加1972年夏季奥林匹克运动会马术比赛，获得团体三项赛铜牌和个人三项赛第九名。